# Empecta vadoni
Empecta vadoni är en skalbaggsart som beskrevs av Dewailly 1950. Empecta vadoni ingår i släktet Empecta och familjen Melolonthidae. Inga underarter finns listade i Catalogue of Life.